# Вікторіо Оканьйо
Вікторіо Оканьйо (ісп. Victorio Ocaño, нар. 9 червня 1954, Кордова) — аргентинський футболіст, що грав на позиції захисника клуб «Тальєрес», а також національну збірну Аргентини.

## Клубна кар'єра
У дорослому футболі дебютував 1974 року виступами за команду «Тальєрес», в якій провів одинадцять сезонів, взявши участь у 235 матчах чемпіонату.  Більшість часу, проведеного у складі «Тальєреса», був основним гравцем захисту команди.
Завершив ігрову кар'єру у команді «Сентраль Норте», за яку виступав протягом частини 1985 року.

## Виступи за збірну
1979 року дебютував в офіційних матчах у складі національної збірної Аргентини. Протягом двох років провів у її формі 6 матчів.
У складі збірної був учасником розіграшу Кубка Америки 1979 року.

## Титули і досягнення
- Бронзовий призер Панамериканських ігор: 1979